# Mesothuria maroccana
Mesothuria maroccana is een zeekomkommer uit de familie van de Mesothuriidae.
De wetenschappelijke naam van de soort werd in 1898 gepubliceerd door Rémy Perrier.